# خورخي أود
خورخي أود (بالإسبانية: Jorge Aude)‏ هو مدرب كرة قدم ولاعب كرة قدم أوروغواياني، ولد في 22 سبتمبر 1946 في الأوروغواي.